# Romilly Lunge
Romilly Lunge (4 de outubro de 1904 – 1 de agosto de 1994) foi um ator de cinema britânico.
Natural de Londres, Inglaterra, Lunge atuou em um total de 15 filmes. Faleceu em Leicestershire, Inglaterra.

## Filmografia selecionada
- Road House (1934)
- Koenigsmark (1935)
- His Lordship (1936)
- Annie Laurie (1936)
- A Woman Alone (1936)
- While Parents Sleep (1936)
- For Valour (1937)
- A Royal Divorce (1938)
- Traitor Spy (1939)
- The Door with Seven Locks (1940)